# Jewhen Tscheberko
Jewhen Ihorowytsch Tscheberko (ukrainisch Євген Ігорович Чеберко; * 23. Januar 1998 in Melitopol) ist ein ukrainischer Fußballspieler.

## Karriere

### Verein
Tscheberko begann seine Karriere beim FK Dnipro. Im Juli 2016 debütierte er für die Profis von Dnipro in der Premjer-Liha, als er am ersten Spieltag der Saison 2016/17 gegen Wolyn Luzk in der 87. Minute für Jurij Wakulko eingewechselt wurde. Im April 2017 erzielte er bei einem 1:0-Sieg gegen Luzk sein erstes Tor in der höchsten ukrainischen Spielklasse. Bis Saisonende kam er zu 14 Einsätzen in der Premjer-Liha, in denen er zwei Tore erzielen konnte. Zu Saisonende musste er mit Dnipro aus dieser jedoch, aufgrund hoher Punkteabzüge, absteigen.
Daraufhin wechselte Tscheberko zur Saison 2017/18 zum Erstligisten Sorja Luhansk. Für den Europa-League-Teilnehmer kam er in jener Saison international zu keinem Einsatz, in der Liga absolvierte er zehn Spiele. In der Saison 2018/19 scheiterte er mit Sorja in der Qualifikation zur UEFA Europa League im Playoff an RB Leipzig, Tscheberko kam jedoch erneut zu keinem Einsatz. In der Premjer-Liha kam er in jener Spielzeit zu 16 Einsätzen, in denen er ohne Torerfolg blieb.
Wie bereits in der Vorsaison scheiterte er mit Sorja Luhansk auch in der Saison 2019/20 im Playoff an einer Qualifikation zur Europa League, diesmal an Espanyol Barcelona. Im Gegensatz zur Vorsaison war Tscheberko jedoch als Stammspieler gesetzt und gab im Zweitrundenhinspiel gegen den FK Budućnost Podgorica sein Debüt auf internationaler Vereinsebene.
Zur Saison 2020/21 wechselte er nach Österreich zum LASK, bei dem er einen bis Juni 2024 laufenden Vertrag erhielt. Nach fünf Einsätzen für den LASK in der Bundesliga wurde er im Februar 2021 für eineinhalb Jahre nach Kroatien an den NK Osijek verliehen. Nach 18 Einsätzen für Osijek in der 1. HNL wurde er im Januar 2022, ein halbes Jahr vor Ende des Leihvertrags, fest von den Kroaten verpflichtet und erhielt einen bis Juni 2025 laufenden Vertrag.

### Nationalmannschaft
Tscheberko spielte zwischen 2014 und 2015 mindestens sechs Mal für die ukrainische U-17-Auswahl. Von 2015 bis 2016 kam er für die U-18-Mannschaft zum Einsatz. Im Oktober 2016 spielte er gegen Island erstmals für die U-19-Auswahl.
Im Juni 2017 debütierte er gegen Montenegro für das U-21-Team der Ukraine. Ab Juni 2019 fungierte er als Kapitän der U-21 der Ukraine. Im Oktober 2020 debütierte er in einem Testspiel gegen Frankreich für die A-Nationalmannschaft.